# Museo Ingres Bourdelle
Il Museo Ingres si trova a Montauban, in Francia. Ospita una collezione di opere d'arte e manufatti, legati a Jean Auguste Dominique Ingres, e opere di un altro famoso nativo di Montauban, Émile-Antoine Bourdelle. Si trova nell'ex municipio, un antico palazzo episcopale dei vescovi di Montauban, costruito nel XVII. Il museo è stato chiuso dal 2017 al 2019 per un vasto progetto di ristrutturazione e ammodernamento. Alla riapertura avvenuta nel dicembre 2019 è stato rinominato Museo Ingres Bourdelle .

## Storia
Il principe di Galles, Edoardo il Principe Nero, decise la costruzione di un castello mentre Montabaun era occupato dagli inglesi durante la Guerra dei Cent'Anni.  Il suo soprannome è ricordato nella omonima sala, del Principe Nero, che si trova nella parte inferiore del museo.